# Janet Echelman
Janet Echelman (Tampa, 19 februari 1966) is een Amerikaanse beeldhouwster/installatiekunstenares.

## Leven en werk
Echelman studeerde van 1983 tot 1987 aan het Harvard College van de Harvard-universiteit in Cambridge (Massachusetts). Zij vervolgde haar studie van 1987 tot 1988 aan de universiteit van Hongkong en van 1988 tot 1993 woonde zij op het eiland Bali. Met een Fulbright Lectureship verbleef zij een jaar in Mahabalipuram in de Indiase staat Tamil Nadu. Zij maakte er installaties van geweven netten, naar het voorbeeld van de visnetten van de lokale vissers, haar Bellbottom Series. Latere werken vervaardigde zij van synthetische vezels.
Echelman toonde in 2004 haar werk Target Swooping V ter gelegenheid van de expositie Art Rotterdam in de Rotterdam Cruise Terminal in Rotterdam. Eerdere versies van dit werk waren te zien in Madrid (Target Swooping down ...Bullseye in 2001), Burgos (Target Swooping II in 2001) en Miami (Target Swooping IV in 2002).

## Werken (selectie)
- Bellbottoms Series (1997), Mahabalipuram (India)
- Garden of Earthly Delight (1998), Coimbatore (India)
- Trying to hide with your tail in the air (1998), beeldenpark Europos Parkas in Vilnius (Litouwen)
- Red Peak en Green Torus with Modesty Panels (1999), The Field Sculpture Park van Omi International Arts Center in Ghent (New York)
- Roadside Shrine I: Cone Ridge (2000), Houston (Texas)
- Window Treatment with Twenty-One Tails (2000), New York
- Kyoto Project (2001), Kioto (Japan)
- Floor Target (2001), Coimbatore (India)
- Roadside Shrine II (2002), New York Cruise Terminal in New York
- She Changes - Monumento a los pescadores (2005), op de kust van Matosinhos in het district Porto, Portugal
- Line Drawing (2006/07), Tampa (Florida)
- The Expanding Club (2007), Museum of Arts and Design in New York
- Hoboken 9-11 Memorial Island (2007), Hudson River Hoboken (New Jersey)
- Her Secret is Patience (2009), Phoenix (Arizona)
- Water Sky Garden (2009), ter gelegenheid van de Olympische Winterspelen Vancouver 2010 in de Richmond Olympic Oval in Richmond, Canada
- 1.26 (2010) - herinnerend aan de Aardbeving Chili februari 2010, Civic Center Park in Denver (Colorado)

## Fotogalerij

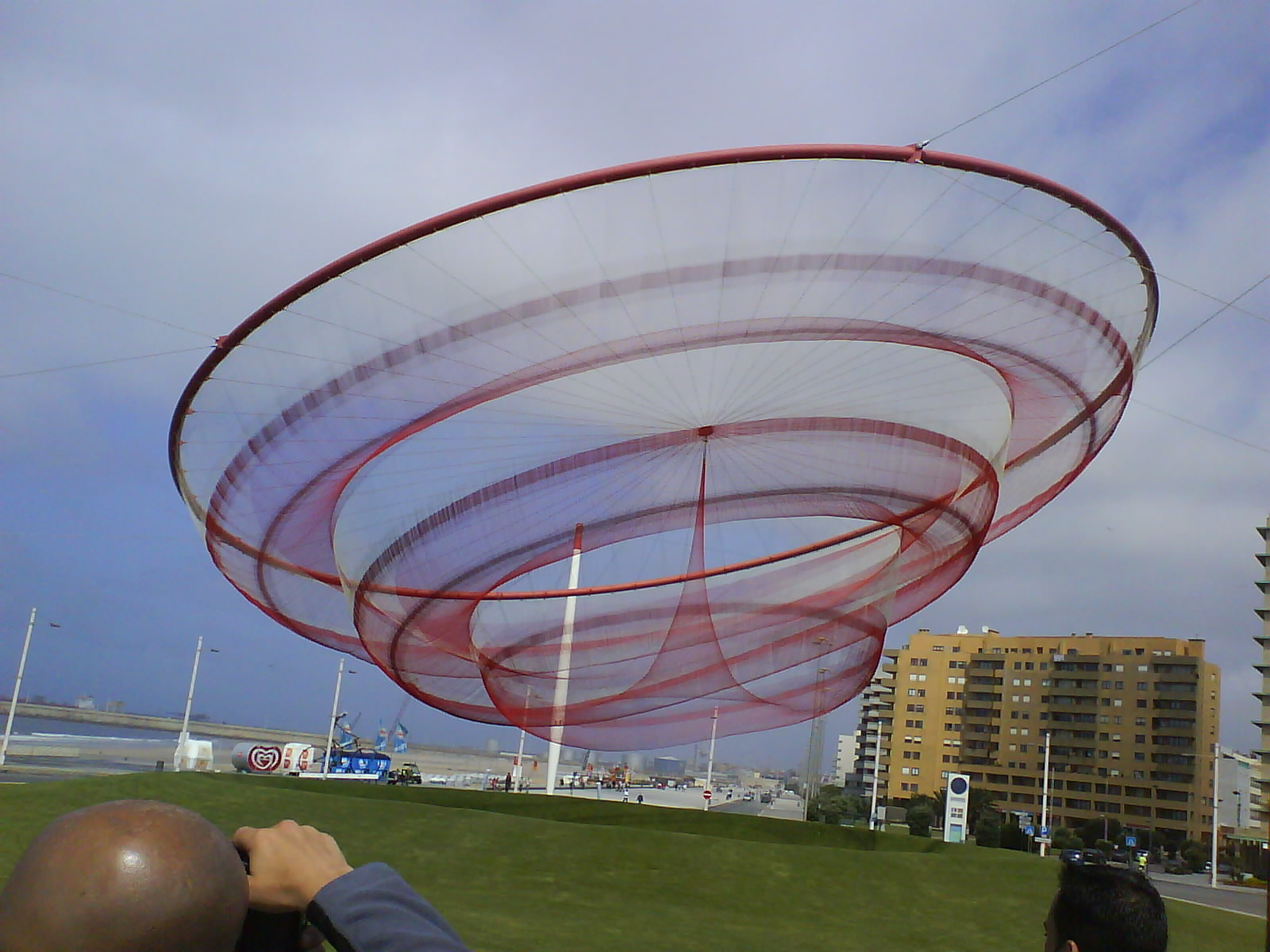
She Changes (2005)
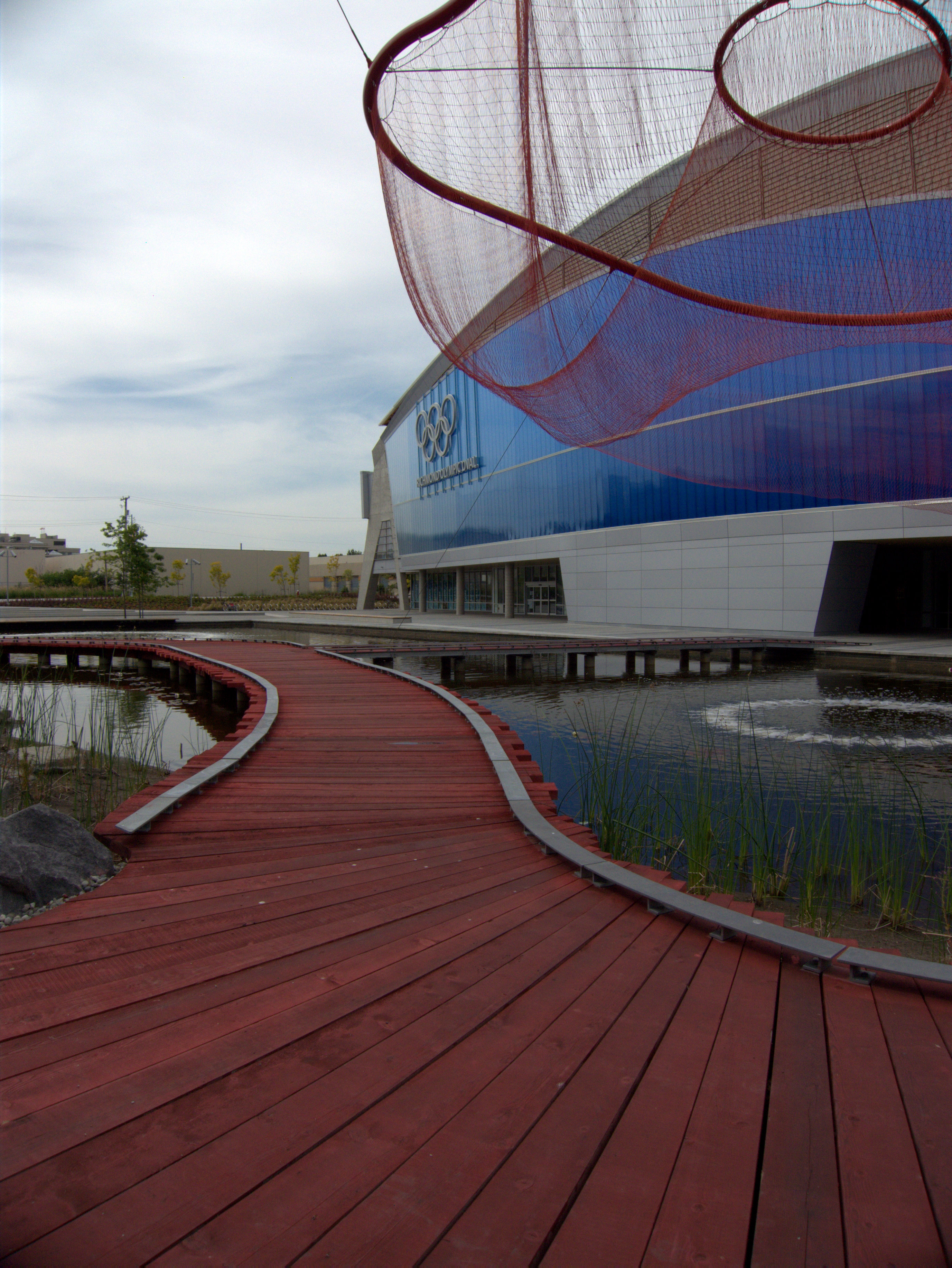
Water Sky Garden (2009)
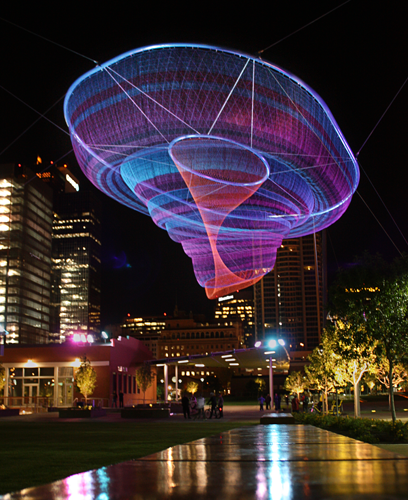
Her Secret is Patience (2009)
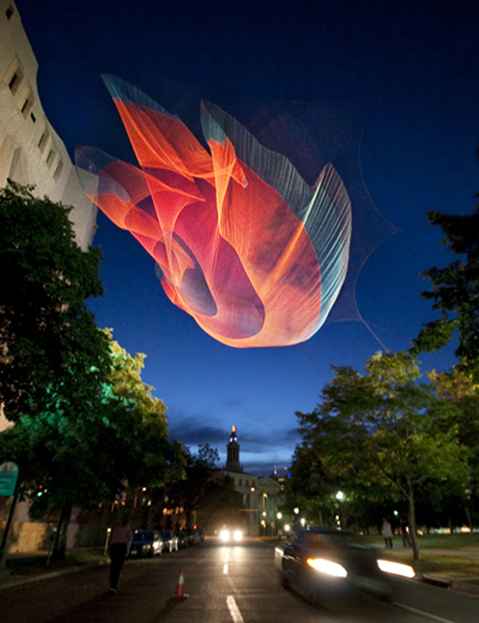
1.26 (2010)